# Fulbariya
Fulbariya – gaun wikas samiti we wschodniej części Nepalu w strefie Sagarmatha w dystrykcie Siraha. Według nepalskiego spisu powszechnego z 2001 roku liczył on 1501 gospodarstw domowych i 8352 mieszkańców (4012 kobiet i 4340 mężczyzn).